# Cycas maconochiei
Cycas maconochiei là một loài thực vật hạt trần trong họ Cycadaceae. Loài này được Chirgwin & K.D.Hill mô tả khoa học đầu tiên năm 1996.